# Liste der Kulturdenkmale in Pogeez
In der Liste der Kulturdenkmale in Pogeez sind alle Kulturdenkmale der schleswig-holsteinischen Gemeinde Pogeez (Kreis Herzogtum Lauenburg) aufgelistet (Stand: 10. März 2025).

## Legende
In den Spalten befinden sich folgende Informationen:
- Objekt-ID: die Nummer des Kulturdenkmales
- Lage: die Adresse des Kulturdenkmales und die geographischen Koordinaten. Kartenansicht, um Koordinaten zu setzen. In der Kartenansicht sind Kulturdenkmale ohne Koordinaten mit einem roten Marker dargestellt und können in der Karte gesetzt werden. Kulturdenkmale ohne Bild sind mit einem blauen Marker gekennzeichnet, Kulturdenkmale mit Bild mit einem grünen Marker.
- Offizielle Bezeichnung: Bezeichnung des Kulturdenkmales
- Beschreibung: die Beschreibung des Kulturdenkmales
- Bild: ein Bild des Kulturdenkmales

## Bauliche Anlagen
| Objekt-ID      | Lage                                              | Offizielle Bezeichnung                    | Beschreibung | Bild            |
| -------------- | ------------------------------------------------- | ----------------------------------------- | --- | --------------- |
| 50117 Wikidata | Alte Salzstraße (53° 44′ 55″ N, 10° 43′ 48″ O)    | Alte Salzstraße (gepflastertes Teilstück) | Alte Salzstraße (gepflastertes Teilstück); Anlage auf Anfang 18. Jh. zurückgehend; örtliches Teilstück der „via regia“, dem wichtigsten befestigten Heer- und Handelsweg in Nord-Süd-Richtung, zwischen Lüneburg und Lübeck im 12.-16. Jh. bedeutend für den Salztransport, Natursteinpflasterung wohl 19. Jh. - Begründung: geschichtlich, technisch, Kulturlandschaft prägend - Schutzumfang: gesamtes Objekt - Denkmaltyp: Bauliche Anlagee | BW              |
| 5267 Wikidata  | Alte Salzstraße 8 (53° 44′ 55″ N, 10° 43′ 49″ O)  | Hofanlage: Altenteilerhaus                | Alteintragung (Aktualisierung vorgesehen) - Begründung: Alteintragung (Aktualisierung vorgesehen) - Schutzumfang: Alteintragung (Aktualisierung vorgesehen) - Denkmaltyp: Bauliche Anlage | BW              |
| 6362 Wikidata  | Alte Salzstraße 8 (53° 44′ 55″ N, 10° 43′ 49″ O)  | Hofanlage: Kleinviehstall                 | Alteintragung (Aktualisierung vorgesehen) - Begründung: Alteintragung (Aktualisierung vorgesehen) - Schutzumfang: Alteintragung (Aktualisierung vorgesehen) - Denkmaltyp: Bauliche Anlage | BW              |
| 5266 Wikidata  | Alte Salzstraße 10 (53° 44′ 56″ N, 10° 43′ 52″ O) | Hofanlage: Haupthaus                      | Alteintragung (Aktualisierung vorgesehen) - Begründung: Alteintragung (Aktualisierung vorgesehen) - Schutzumfang: Alteintragung (Aktualisierung vorgesehen) - Denkmaltyp: Bauliche Anlage | Fotos hochladen |
| 5268 Wikidata  | Alte Salzstraße 10 (53° 44′ 55″ N, 10° 43′ 53″ O) | Hofanlage: Scheune                        | Alteintragung (Aktualisierung vorgesehen) - Begründung: Alteintragung (Aktualisierung vorgesehen) - Schutzumfang: Alteintragung (Aktualisierung vorgesehen) - Denkmaltyp: Bauliche Anlage | BW              |
| 5269 Wikidata  | Alte Salzstraße 10 (53° 44′ 55″ N, 10° 43′ 51″ O) | Hofanlage: Backhaus                       | Alteintragung (Aktualisierung vorgesehen) - Begründung: Alteintragung (Aktualisierung vorgesehen) - Schutzumfang: Alteintragung (Aktualisierung vorgesehen) - Denkmaltyp: Bauliche Anlage | BW              |
| 27274 Wikidata | Hauptstraße 28 (53° 45′ 14″ N, 10° 43′ 44″ O)     | ehem. Tankstelle                          | Alteintragung (Aktualisierung vorgesehen) - Begründung: geschichtlich, künstlerisch - Schutzumfang: gesamtes Objekt - Denkmaltyp: Bauliche Anlage | BW              |

## Quelle
- Liste der Kulturdenkmale in Schleswig-Holstein – Herzogtum Lauenburg (PDF)

- Karte mit allen Koordinaten:
- OSM |
- WikiMap